# Emmerich Radda
Emmerich Radda nebo Emerich Radda (17. dubna 1882 Mikulov – 2. března 1940 Mikulov) byl československý politik německé národnosti, meziválečný poslanec Národního shromáždění za Německou nacionální stranu.

## Biografie
Vystudoval gymnázium v Mikulově a práva na Vídeňské univerzitě. Působil jako advokát ve Vídni, od roku 1914 v Mikulově. V letech 1916–1918 působil jako auditor. V Mikulově byl aktivní v německých spolcích. Podle údajů k roku 1920 byl profesí advokátem v Mikulově.
Za první republiky byl funkcionářem DNP a členem jejího krajského vedení. Byl městským radním v Mikulově a předsedou městské školní rady. Od roku 1928 do roku 1933 zastával funkci náměstka starosty města. V parlamentních volbách v roce 1920 získal za Německou nacionální stranu mandát v Národním shromáždění. V seznamu nově zvolených poslanců je uváděn jako člen klubu Německé křesťansko sociální strany lidové, ale v jmenném rejstříku poslanců jako člen klubu Německé nacionální strany. V letech 1920–1925 zastával funkci místopředsedy poslaneckého klubu DNP.
Před volbami roku 1920 vedl kandidátku Německá volební pospolitost (aliance Německé nacionální strany a Německé národně socialistické strany dělnické) na jižní Moravě. V letech po vzniku ČSR byl ostře kritický k československému státu a jeho národnostní politice.